# 浜田政二郎
浜田 政二郎（はまだ まさじろう、1898年1月 - 1981年1月24日）は、日本のアメリカ文学者。

## 略歴
神戸市生まれ。1930年東北帝国大学英文科卒、宮城県立女子専門学校専任講師。
1931年広島女学院専門学校教授、1934年米国南メソジスト大学大学院入学、1936年修士課程修了、1942年神戸高等工業学校専任講師、同教授、1949年神戸大学教授、1960年定年退官、甲南大学教授、1972年「アメリカのユートピア文学」で東北大学文学博士、1974年甲南大退職、名誉教授。
マーク・トウェインとウィラ・キャザーを研究した。

## 著書
- 『新説アメリカ文学』（八雲書店） 1948
- 『マーク・トウェイン 性格と作品』（研究社出版、研究社選書） 1955
- 『キャザー研究』（南雲堂、不死鳥選書） 1960
- 『ユートピアとアメリカ文学』（研究社出版） 1973

## 翻訳
- 『ウールマンの日記』（ジョン・ウルマン、西村書店） 1948
- 『赤毛布外遊記』（マーク・トウエイン、新月社、英米名著叢書） 1949、のち岩波文庫
- 『私のアントニーア』（ウイラ・キャザー、河出書房、二十世紀文学選集） 1951
- 『ポールの場合 / 悪い噂』（ウイラ・キャザー、鈴木幸夫共訳、英宝社、英米名作ライブラリー） 1956

## 参考
- 浜田政二郎博士の履歴と業績「甲南大学紀要」1974